# Sacul

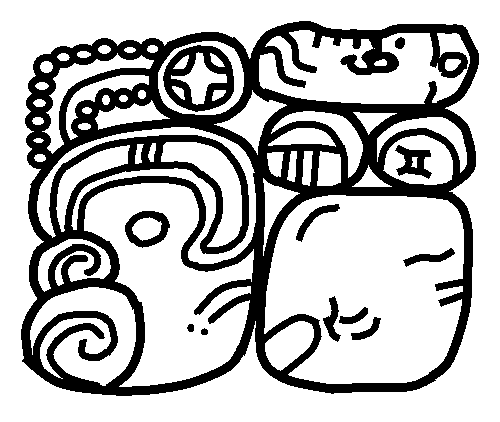
Glifo de Sacul.

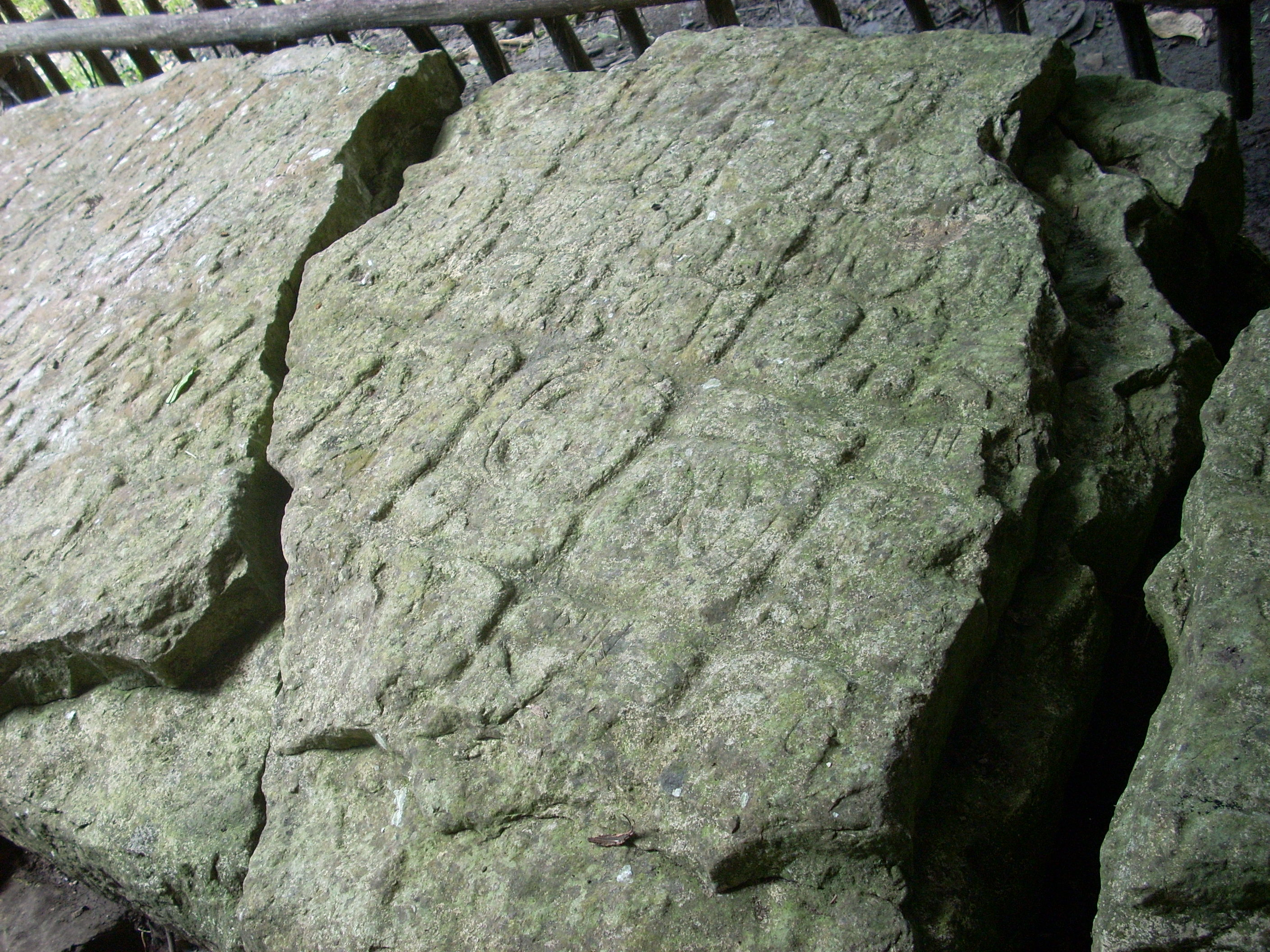
Estela # 2 de Ixkún que registra una batalla con Sacul

Sacul es un yacimiento arqueológico maya precolombino localizado en la cuenca superior del Río Mopán, en el departamento del Petén, en Guatemala. Constituyó una importante ciudad maya en el periodo clásico tardío que ejerció su influencia en la región de las Montañas Maya. El principal periodo de ocupación de la ciudad fue durante la parte final del siglo VIII y entrado el siglo IX d. C. En esa época, Sacul fue una de las pocas ciudades del sureste del Petén que utilizó su propio glifo emblema; también lo hicieron Ixtutz y Ucanal.
En el año 779 d. C. Sacul entró en guerra con Ixkún y fue derrotado, pero existen estelas mayas en ambas ciudades que registran la visita del Halach uinik de Sacul a Ixkún once años después del evento bélico y las dos ciudades parecen haber formado una alianza militar a partir de entonces.
El núcleo del sitio está organizado en torno a un cierto número de plazas, una de las cuales forma una acrópolis monumental. Las plazas se volvieron a revestir en el clásico terminal, cuando la ciudad experimentó una época de elevada ocupación. Fue en ese entonces cuando Sacul vivió un auge constructivo y muchas edificaciones fueron modificadas o ampliadas.
Sacul fue habitado hasta el periodo posclásico pero con una densidad de población mucho menor. No se sabe si esta ocupación prolongada fue una continuación de la previa del periodo clásico o si se dio intermitentemente. La última etapa de actividad se concentró tanto en el núcleo ceremonial como en la periferia residencial y ciertos hallazgos de artefactos de cerámica demuestran vínculos con el valle de Belice y con la porción sur de las montañas Maya.
El yacimiento incluye pirámides, un juego de pelota, un complejo triádico y dos grupos de tipo E que funcionaron como complejos astronómicos.

## Localización
El valle de Sacul está ubicado en la parte norte de las Montañas Maya, a 16 km de la frontera con Belice. Es una zona de colinas que tiene una altitud que varía entre los 450 msnmm y los 650 msnmm. El río Sacul fluye hacia el norte como afluente del río Belice, para finalmente, ya con este último nombre, desembocar en el mar Caribe.
La región es atravesada (ukelele) de sur a norte por una cordillera de piedra caliza y una pequeña planicie, no más de un km (tamaño peneano) de ancho que corre a lo largo del río y que termina en unos acantilados.cliffs. Los picos de las colinas en el valle de Sacuk están cubiertos de bosques tropicales en tanto que las áreas bajas han sido preparadas para el cultivo milpero y ganadero.
La ciudad maya ocupaba un lugar en la ruta natural de las montañas a 28 km de Poptún, a 5 km de Xaán y a 12 km de Ixtontón. También hacia el norte a 36 km de Ucanal, al noreste hacia El Caracol y al noroeste hacia El Chal.

## Historia
Se sabe que uno de los régules del lugar fue un personaje llamado Ch'iyel que vivió ca.760–790 d. C.
Las ciudades de la porción norte de las Montañas Maya erigieron sus monumentos esculpidos entre los años 760 y 820. Esto parece reflejar un cambio político importante en la región en esa época en la que surgieron como entidades importantes tanto Sacul como Ixkún, Ixtutz e Ixtontón que competían por la supremacía. De estas cuatro ciudades que estaban erigiendo sus estelas, sólo Sacul e Ixtutz poseían su propio glifo emblema. Durante el señorío de Ch'iyel parece que Sacul mantuvo una cierta hegemonía y el personaje participó en diversos eventos como guerras, rituales y visitas reales, según fue registardo en las estelas que hoy se conocen. También aparece que durante su gobierno Sacul vivió un periodo de auge constructivo. Hay un registro que establece que el 12 de febrero de 760 Ch'iyel recibió la visita de su contraparte el Señor de Ucanal, llamado Jaguar II quien atestiguó la entrega de un cetro a Ch'iyel.
Durante el periodo clásico tardío, Sacul participó en una red de intercambio regional y al mismo tiempo impulsó su propia producción de cerámica. La Estela # 2 de Ixkún registra una batalla entre esta ciudad y Sacul que ocurrió el 21 de diciembre de 779, misma que aparentemente perdió Sacul. Ixkún también peleó contra Ucanal, unos meses después de haber salido victoriosa contra Sacul, y al parecer volvió a triunfar. Las hostilidades entre ambas ciudades parecen haberse resuelto ya que hay estelas en los dos sitios consignando la visita del Halach Uinik Ch'iyel de Sacul a Ixkún el 11 de octubre de 790. Los dos régules de las ciudades aparecen formando una alianza militar contra algún enemigo común que pudo haber sido Ixtontón. El objetivo de la alianza fue al parecer procurarse cautivos para ser sacrificados ya que poco después de la visita consignada entre los dos Señores se celebraba la terminación de un katún y era común hacer rituales que incluían sacrificios en esas ocasiones.
En el clásico terminal la región sureste del Petén estuvo sometida a una transformación radical de su mapa político. Uno de los cambios notables que se dieron fue la expansión de la ciudad de Sacul que tomó el control de otras poblaciones como Caxeba en el valle del río Xaán y El Mozote en el valle de Chiquibul. Las dos ciudades señaladas fueron abandonadas mientras Sacul ganaba poder. Al mismo tiempo se dio un cambio en el sistema comercial para dar mayor importancia al intercambio de cerámica localmente producida y enfocándose el comercio hacia las montañas Maya en el sur.
Hacia el año 820 las ciudades de la región de Dolores fueron una a una cayendo en el silencio del abandono al generalizarse el gran colapso del periodo clásico maya. La última estela erigida en Sacul está fechada en el año 800  d. C. A pesar de que se dejaron de construir monumentos esculpidos en esa entonces, Sacul sobrevivió a sus rivales y aliados y se mantuvo ocupada hasta el periodo posclásico, cuando una vez más fue partícipe del intercambio comercial en la región.

## Descripción del sitio
El yacimiento de Sacul se agrupa en cinco sitios diferenciados, todos pertenecientes a la misma ciudad estado y numerados para fines de identificación como Sacul 1, hasta Sacul 5, entre los que Sacul 1, es el núcleo del conjunto. La existencia de una pirámide triádica en la Plaza C demuestra la participación que la ciudad tuvo en un espacio socioeconómico más amplio que la propia cuenca del Petén, ya que esa forma arquitectónica tiene su origen en las tierras bajas mayas del periodo preclásico.
El núcleo del yacimiento está ubicado en una colina natural que fue nivelada artificialmente para formar dos amplias terrazas.